# Halomon
Halomon is een chemische verbinding die behoort tot de gehalogeneerde monoterpenen. Het is een secundaire plantenstof die in roodwieren voorkomt. Het is een klein molecuul met vijf halogeenatomen: drie chloor- en twee broomatomen. Het is een cytotoxische stof die in vitro een selectieve werking tegen bepaalde tumorcellijnen vertoont.
Halomon en andere gehalogeneerde monoterpenen werden in 1992 geïsoleerd uit de algensoort Portieria hornemannii.
Bij de screening van de stof door het Amerikaanse National Cancer Institute bleek de stof vooral cytotoxisch te zijn voor hersen-, nier- en darmkankercellen. Halomon werd daarom uitgekozen voor pre-klinisch onderzoek als potentieel antikankermedicijn. Dit onderzoek liep echter vertraging op door enerzijds een gebrek aan de stof (de algen die de natuurlijke bron ervan zijn, zijn moeilijk te vinden en de concentratie van de stof in de algen is laag) en anderzijds moeilijkheden met de biobeschikbaarheid. Bij in-vivotesten blijkt halomon door zijn lage wateroplosbaarheid te persisteren bij de plaats van injectie. Halomon concentreert zich tevens in vetweefsel.
Om de beschikbaarheid van halomon te verhogen is er gezocht naar nieuwe synthesepaden. Een daarvan levert halomon in drie stappen uitgaande van myrceen.